# Новоузели
Новоузели — село в Матвеевском районе Оренбургской области, административный центр сельского поселения Новоузелинский сельсовет.

## География
Находится на расстоянии примерно 16 километров на юго-восток от районного центра Матвеевка.

## История
Село Новые Узели основано в 1797 году мордвой-эрзя, переселившейся из села Старые Узели нынешнего Бугурусланского района. Первоначально именовалось Зернаевка по фамилии первопоселенцев. В 1867 году население составляло 963 мордвы и 96 русских. В 1910 было 2093 жителей, в 1930 - 1125. В советское время работали колхозы им.Ворошилова и "Октябрь".
Село Старые Узели Бугурусланского района получило своё название от первых татарских поселенцев, облюбовавших живописное место среди лесов и холмов.
Узели - переводится с татарского языка, как «своя сторона» («уз» — своя, «илё» — страна, сторона).
Из истории села Старые Узели:
Оренбургскую область  представители народности эрзя  начали осваивать в первой половине 18-го века (предположительно 1748 г. (дата основания г. Бугуруслан), а возможно и ранее). Преимущественно состоящие из «государственных крестьян» эрзя переселялись в Оренбуржье в поисках свободных земель из других губерний среднего Поволжья. Селились они частично в деревнях, возникших до их прибытия.
Предположительно в эти времена в селе Уз Иле и поселились первые эрзя. С течением времени они полностью вытеснили  татарское население.
В царские времена государство выделило в пользование переселенцам окрестные земли, поэтому в селе с тех пор проживали только свободные государственные («казённые») крестьяне, занимавшиеся земледелием, животноводством и платившие налоги в губернскую казну. Часто село становилось пристанищем крепостных, бежавших от помещиков из соседних губерний.
После Великой Октябрьской социалистической революции 1917 года, во время Гражданской войны, село являлось местом противостояния сторонников и противников Советской власти.
Летом 1918 года местные красные партизаны с помощью местных крестьян и крестьян из окрестных деревень выгнали из села отряд белочехов. Прибывшими через некоторое время карателями село было почти полностью сожжено, спаслись только жители, успевшие спрятаться в лесу.
Впоследствии белогвардейцы, удерживавшие позиции на холме за ручьём, где до настоящего времени сохранились следы их окопов, были выбиты регулярными частями Красной Армии, наступавшими со стороны леса. По свидетельству старожилов, в боях (предположительно Бугульминская операция) участвовали бойцы Чапаевской дивизии во главе с легендарным начдивом.
Кстати, в разных источниках содержится противоречивая (либо отсутствует) информация о национальной принадлежности В.И.Чапаева. Интересный факт: в одной из старых биографических книг о нём, автор пишет следующее: «Василий Иванович Чепаев (настоящая фамилия начдива) родился в семье крестьянина-мордвина…».
В период коллективизации село Старые Узели вошло в состав колхоза «Лесной» (позже — совхоз «Лесной»).
С началом Великой Отечественной войны многие сельчане ушли на фронт. В память о погибших защитниках Родины и участников ВОВ в селе Старые Узели установлен обелиск.
Как и в старые времена, основным занятием местных жителей являются земледелие и животноводство. Эта небольшая заметка написана автором с целью поделиться небольшой информацией, полученной от родственников, и в память о тех, кто когда-то жил в селе «Своя сторона».

## Население
Население составляло 637 человека в 2002 году (русские 42%, мордва 27%),  430 по переписи 2010 года.